# SV Hönnepel-Niedermörmter
Spielvereinigung Hönnepel-Niedermörmter e. V. 1951 é uma agremiação esportiva alemã, fundada a 8 de junho de 1951, sediada em Kalkar, no distrito de Kreis.

## História
A equipe principal de futebol joga desde o surgimento, em 2012, da Oberliga Niederrhein. A associação foi criada em 1951 pela fusão de FC Niedermörmter e Viktoria Hönnepel.
Após atuar por décadas em nível local, em 2001 houve o aumento de times da Bezirksliga. Quatro anos depois, conquistou a promoção para a Landesliga Niederrhein. Em seguida, chegou à Verbandsliga Niederrhein.
Em 2012, a equipe chegou à final da Copa Niederrhein Diebels, contudo, foi derrotada por 3 a 2 pelo Rot-Weiss Essen.